# Karin Nellemose
Karin Nellemose, född 3 augusti 1905 i Köpenhamn, död 5 augusti 1993 i Charlottenlund, var en dansk skådespelare. Hon var gift med regissören Torben Anton Svendsen och mor till skådespelaren Annemette Svendsen. Nellemose är bland annat känd för sin roll som Misse Møhge i tv-serien Matador.
Nellemose studerade vid Det Kongelige Teaters elevskola 1924–1926 och scendebuterade vid samma teater 1926. Hon var engagerad vid Det konglige Teater i nästan 60 år. Hon filmdebuterade medan hon studerade vid elevskolan 1924 i Carl Th. Dreyers Du skal ære din hustru, och kom att medverka i drygt 45 filmer. Nellemose var syster till skulptören Knud Nellemose.

## Filmografi i urval
- 1924 – Du skal ære din hustru
- 1927 – Vid Västerhavets vågor
- 1927 – Kärlek, knep och knalleffekter
- 1931 – Prästen i Vejlby
- 1933 – Inled mig i frestelse
- 1934 – Nøddebo Præstegård
- 1938 – Den mandlige husassistent
- 1942 – Tyrannens fall
- 1947 – Soldaten och Jenny
- 1948 – Mens porten var lukket
- 1948 – Tre år efter
- 1949 – Kampen mot orätten
- 1950 – Min fru är oskyldig
- 1953 – Vi som går köksvägen
- 1953 – Kärlekskarusell
- 1953 – Den lille pige med svovlstikkerne
- 1966 – Åh, en så'n tokstolle
- 1978–1982 – Matador (TV-serie)